# Echte moerasschildpadden
Echte moerasschildpadden (Emys) zijn een geslacht van schildpadden uit de familie moerasschildpadden (Emydidae). De groep werd voor het eerst wetenschappelijk beschreven door André Marie Constant Duméril in 1806.

## Kenmerken
De carapaxlengte van volwassen exemplaren varieert van 20 tot 30 centimeter.

## Leefwijze
Alle soorten zijn typische moerasbewoners die omnivoor zijn en niet ver uit de buurt van het water komen maar graag zonnen op een uit-stekende tak. 

## Verspreiding en leefgebied
Er zijn twee soorten waarvan de Europese moerasschildpad de bekendste soort is vanwege zijn grote verspreidingsgebied; een groot deel van Europa en Noord-Afrika tot in Iran. Emys trinacris heeft juist een zeer klein verspreidingsgebied en is te vinden in Italië, en alleen op Sicilië.

## Taxonomie
De soorten behoorden lange tijd tot het geslacht Clemmys, tot recentelijk (2007) behoorde de Pacifische waterschildpad (Actinemys marmorata) ook tot het geslacht Emys. 
Geslacht Emys
- Soort Europese moerasschildpad (Emys orbicularis)
- Soort Emys trinacris